# Грабів (Чернігівський район)
Гра́бів — село в Україні, у Ріпкинській селищній громаді Чернігівського району Чернігівської області. Населення становить 320 осіб. До 2020 орган місцевого самоврядування — Грабівська сільська рада, якій були підпорядковані села: Пилипча, Чудівка.

## Історія
Село входило до складу Роїської сотні Чернігівського полку Гетьманщини до 1781 року.
У 1897 році в селі нараховувалося 168 дворів.
За часи Радянського Союзу функціонували 8-річна школа, фельдшерсько-акушерський пункт, будинок культури на 250 місць, бібліотека, дільниця по виробництву цегли Ріпкинського заводу будматеріалів.
У 1966 році встановлено надгробок на братській могилі радянських воїнів, які загинули в 1943 році під час визволення села в роки Другої світової війни. Тут поховано Героя Радянського Союзу О. В. Трифонова.
12 червня 2020 року, відповідно до розпорядження Кабінету Міністрів України № 730-р «Про визначення адміністративних центрів та затвердження територій територіальних громад Чернігівської області», увійшло до складу Ріпкинської селищної громади.
19 липня 2020 року, в результаті адміністративно - територіальної реформи та ліквідації Ріпкинського району, село увійшло до складу Чернігівського району Чернігівської області.

## Населення

### Мова
Розподіл населення за рідною мовою за даними перепису 2001 року:
| Мова       | Кількість | Відсоток |
| ---------- | --------- | -------- |
| українська | 302       | 94.38%   |
| російська  | 17        | 5.31%    |
| білоруська | 1         | 0.31%    |
| Усього     | 320       | 100%     |

## Культура
Діє церква Святої Трійці з 1897 року.

## Господарство
Функціонує сільськогосподарське ТОВ «НИВА». Вид діяльності: розведення великої рогатої худоби.

## Земляки
Народився Мозговий Іван Остапович — Герой Радянського Союзу.